# Sinosturio sinensis
El esturión chino (Sinosturio sinensis; en chino, 中华鲟; pinyin, zhōnghuá xún) es una especie de pez acipenseriforme de la familia Acipenseridae en peligro crítico de extinción. Históricamente se encontraba en China, Japón y la península Coreana, pero ha sido extirpado de la mayoría de estas regiones debido a la pérdida de hábitat y a la sobrepesca.
Está estrictamente protegido por el gobierno chino, llamado «tesoro nacional», al igual que su contraparte mamífero, el panda gigante. China tiene varios programas de conservación, incluyendo reservas específicamente dirigidas a esta especie y repoblación mediante liberación de peces juveniles en el río Yangtze.

## Apariencia física

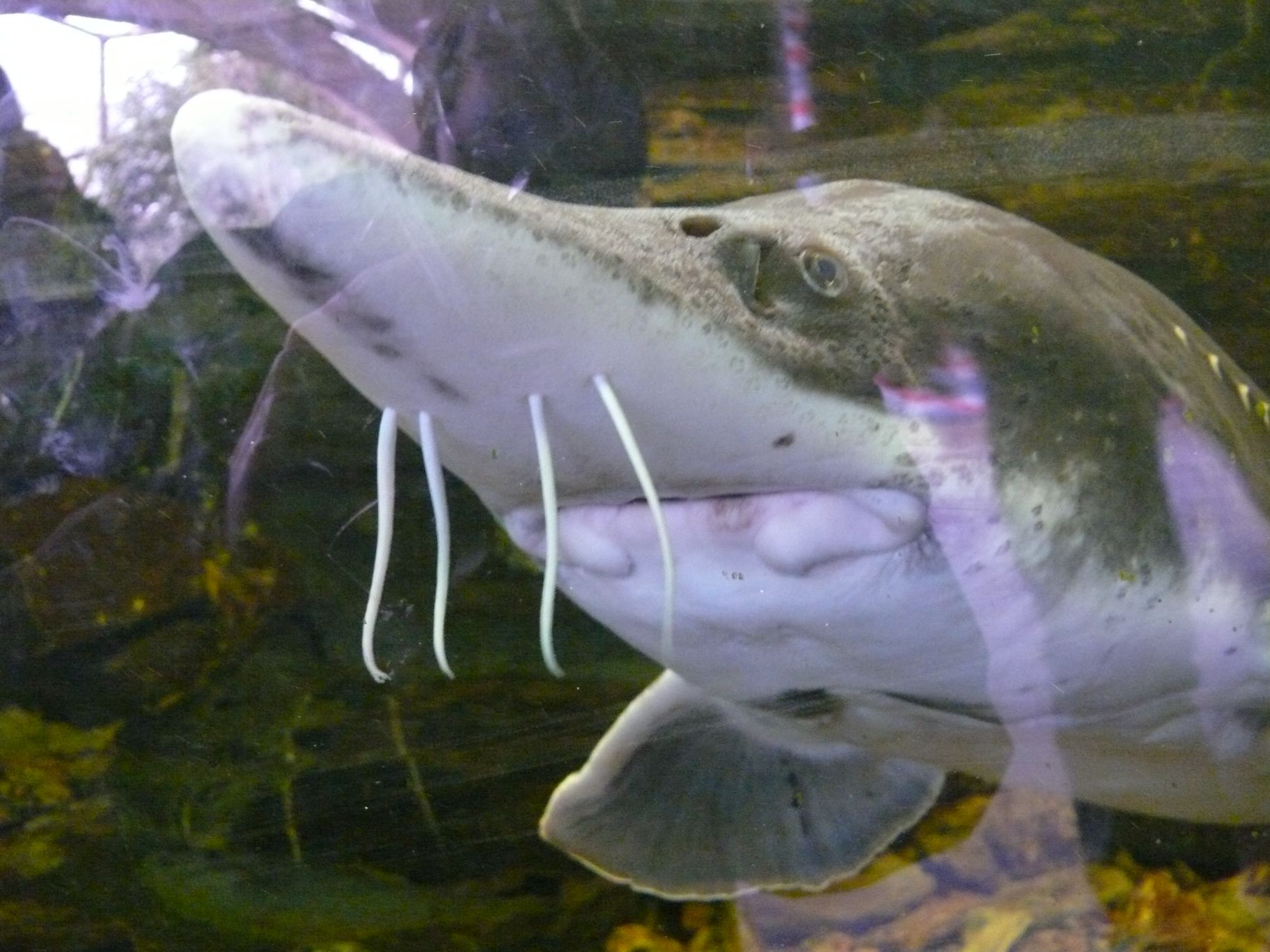
Detalle de la cabeza

Los esturiones son especies de peces comparativamente basales, cuyos primeros fósiles datan del periodo Cretácico. Son los miembros más conocidos de la subclase de peces óseos Chondrostei, un grupo que tienen esqueletos cartilaginosos superficialmente similares a los esqueletos vistos en los no relacionados peces cartilaginosos. En la cocina china de la dinastía Qing, su carne y esqueleto a menudo eran cocinados y servidos juntos, era considerado un manjar.
Los adultos puede llegar a medir entre 200 y 500 cm de longitud corporal y pesar entre 200 a 500 kg, situándolos entre los esturiones más grandes del mundo. Su cabeza es acuminada, con la boca bajo la mandíbula.

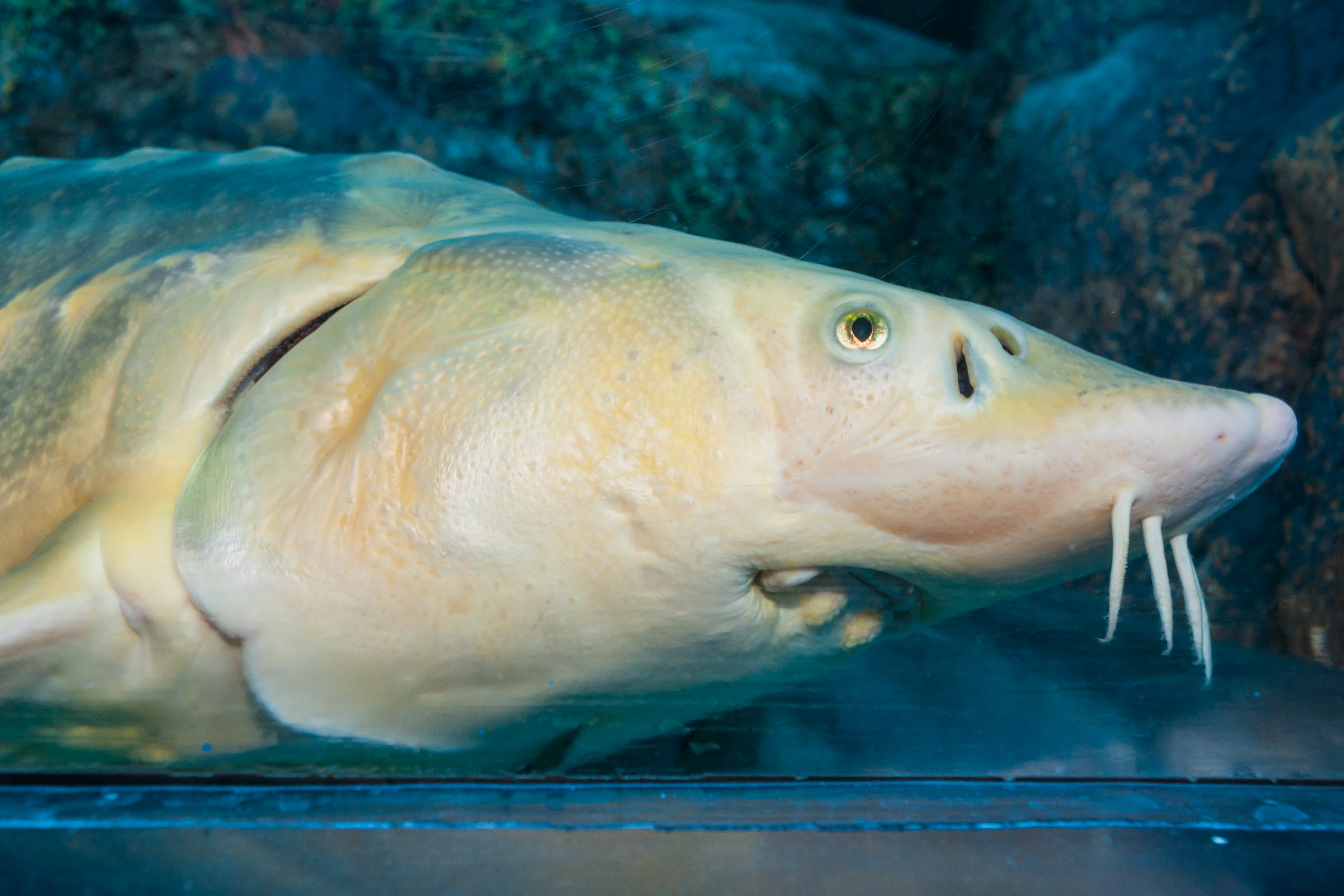
Detalle de cabeza.

## Ciclo de vida
La mayoría de los esturiones desovan en agua dulce y migran al agua salada para madurar. El esturión chino puede ser considerado como un gran pez de agua dulce, a pesar de que pasa parte de su ciclo de vida en el mar, como el salmón, aunque desova varias veces a lo largo de su vida.
El esturión chino tiene el hábito de migrar río arriba; habita en las costas de las zonas orientales de China y migra de nuevo a los ríos para reproducirse al alcanzar la madurez sexual. Tiene la migración más larga de cualquier esturión en el mundo, migrando más de 3200 km hasta el Yangtze. La capacidad reproductora del esturión es pobre; pueden reproducirse tres o cuatro veces durante su vida, y una hembra puede llevar más de un millón de huevos en un ciclo, que libera para la fertilización externa cuando madura. Se estima que la tasa de supervivencia a la eclosión es inferior al 1%.

### Hábitat
Es una especie nativa de China, se dispersa sobre las principales corrientes del río Yangtze y las regiones costeras del río Qiantang, el río Minjiang y el río de las Perlas. Los jóvenes se alimentan de la mayoría de animales acuáticos, mientras que los adultos se alimentan de insectos acuáticos, larvas, diatomeas y sustancias húmicas.
Se estima que en la década de 1970 el río Yangtze generaba 2000 esturiones chinos cada año. En la actualidad, ese número es de varios cientos debido a las amenazas a su hábitat, como la contaminación y otras acciones humanas. El canal para los peces adultos que migran a los sitios tradicionales del desove como el río de Jinsha, en la parte superior del río de Yangtze, fue bloqueado tras la construcción del proyecto de energía hidroeléctrica de la presa Gezhouba a principios de 1980.
El esturión también es muy sensible al aumento del ruido en el río, causado por el creciente tráfico fluvial, además de ser vulnerable a la muerte o las lesiones por las hélices de los barcos.

## Protección e investigación

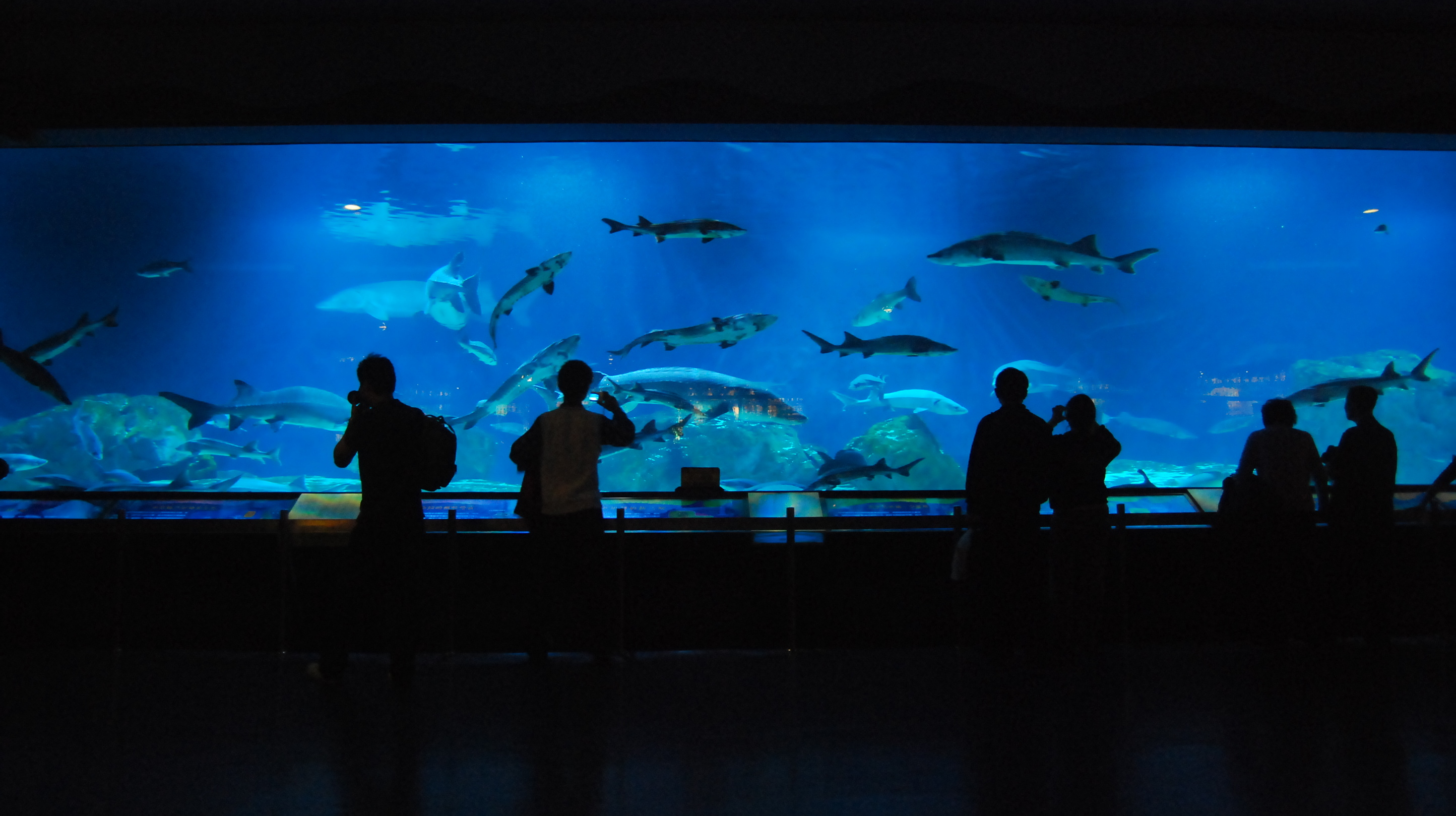
Esturión chino en el acuario de Pekín

El primitivismo del esturión chino lo convierte en un gran interés académico para la taxonomía y biología. Por esta razón, China ha estado desde los años setenta estudiando formas de criar y preservar las especies en peligro de extinción, clasificadas como «Animales Protegidos de Clase Uno».
Construido en 1982, el museo del esturión chino forma parte de la Institución China del Esturión, que utiliza técnicas artificiales de reproducción para tratar de preservar esta especie. El museo se encuentra en una pequeña isla llamada Xiaoxita en el río Huangbo, dentro del sistrito de Yiling en Yichang.

### Programa de repoblación
El Instituto de Investigaciones Pesqueras del Río Yangtze de la Academia China de Ciencias Pesqueras en Jingzhou, es un organismo encargado de criar esturiones en cautividad para restaurar la población del río antes de que la especie desaparezca.
Las autoridades han logrado cierto éxito en lo que se refiere a la inducción artificial para el desove y la descarga para la incubación. El 29 de abril de 2005, para conmemorar el vigésimo aniversario de los esfuerzos para proteger la especie, más de 10 000 alevines de esturión, 200 esturiones jóvenes y dos peces adultos fueron liberados al río Yangtze en Yichang. Durante el curso del proyecto, 5 millones de peces criados en cautiverio han sido liberados en la naturaleza. Sin embargo, en 2007, solo 14 esturiones jóvenes fueron encontrados cerca de la desembocadura del Yangtze, en comparación con los 600 del año anterior, causando preocupación de que el esfuerzo fue una batalla perdida en el atestado y contaminado río Yangtze.
Con motivo de la celebración de los Juegos Olímpicos en China, el gobierno central le hizo un regalo de cinco esturiones, que simbolizan los cinco anillos olímpicos a Hong Kong. El pez hizo su debut en el Ocean Park Hong Kong el 20 de junio de 2008. Sin embargo, uno de los peces murió en enero de 2009 debido a causas desconocidas.